# David Grace (snooker)
David Grace est un ancien joueur de snooker professionnel de nationalité anglaise né le 5 mai 1985 à Leeds en Angleterre.  
Il devient professionnel en 2008. L'année suivante, en 2009, il prend part aux Jeux mondiaux à Kaohsiung (Taiwan) et décroche une médaille d'argent. Grace réalise son meilleur résultat au championnat du Royaume-Uni 2015. Inconnu du grand public au début du tournoi, il se qualifie pour la demi-finale, où il est battu de peu par Liang Wenbo. 

## Carrière
Professionnel une première fois de 2008 à 2009, David Grace a notamment remporté pendant cette période le titre de champion d'Europe chez les amateurs.
Il redevient professionnel de 2011 à 2018. Au championnat du Royaume-Uni 2015, à York, Grace réussit un beau parcours, où il défait Andrew Higginson 6-1, Robert Milkins 6-2, Jack Lisowski 6-4 et Peter Ebdon 6-2 pour la aligner les quarts de finale d'un tournoi de classement pour la première fois de sa carrière,,. Bien que mené 5-1 face à Martin Gould, il remporte cinq manches de suite pour s'imposer sur le score remarquable de 6-5,. En demi-finale, Grace prend un avantage de 4-2 sur le Chinois Liang Wenbo, mais se fait remonter et même devancer 5-4. Dans la manche suivante, il passe à côté d'une opportunité de réégaliser au score, manquant une bille rose à sa portée, ce qui permet à Liang de l'emporter. Malgré la défaite, Grace empoche une dotation de 30 000 £, le double des gains qu'il avait accumulé lors des deux saisons précédentes,.
Au Classique Paul Hunter de 2016, Grace élimine Jack Lisowski et Robbie Williams sans perdre la moindre manche. Cet enchainement de victoires lui permet de disputer son deuxième quart de finale dans un tournoi classé, mais il est battu sur le score de 4-3 par Thepchaiya Un-Nooh, après avoir pourtant mené 3-1. Grace se qualifie ensuite pour son premier championnat du monde en remportant au total trois victoires au cours des qualifications pour retrouver Kyren Wilson au premier tour du grand tableau. Il réalise une première session à la hauteur, terminant à 5-4 contre lui. Néanmoins, la deuxième session est nettement à l'avantage de Wilson qui l'emporte sur le score final de 10-6. Grace termine la saison à la 48e place mondiale. 
En 2020, après avoir de nouveau obtenu sa licence professionnelle, il est quart de finaliste à l'Open de Gibraltar, où il perd contre Mark Williams. La même année, il rejoint une deuxième demi-finale dans un tournoi classé, durant l'Open d'Irlande du Nord. Il y bat notamment David Gilbert, Michael Holt et Yan Bingtao. Sa belle semaine est stoppée par Judd Trump. 
En dehors de ses performances sur le circuit principal, Grace compte deux titres de champion d'Angleterre (catégorie amateur) et sur le circuit secondaire (acquis lors de la saison 2018-2019). Il sort aussi victorieux à l'Open de Vienne en 2017 (tournoi réunissant des joueurs professionnels et amateur) et décroche une médaille d'argent aux Jeux mondiaux en 2009.    

## Vie personnelle
Connaissant une carrière de joueur modeste, David Grace n'obtient pas des résultats suffisants pour pouvoir subvenir à ses besoins financiers grâce à son sport. C'est la raison pour laquelle il exerce aussi le métier d'artiste peintre, vendant notamment des portraits de joueurs de snooker professionnels dans son académie d'entrainement, située dans le Nord de l'Angleterre.

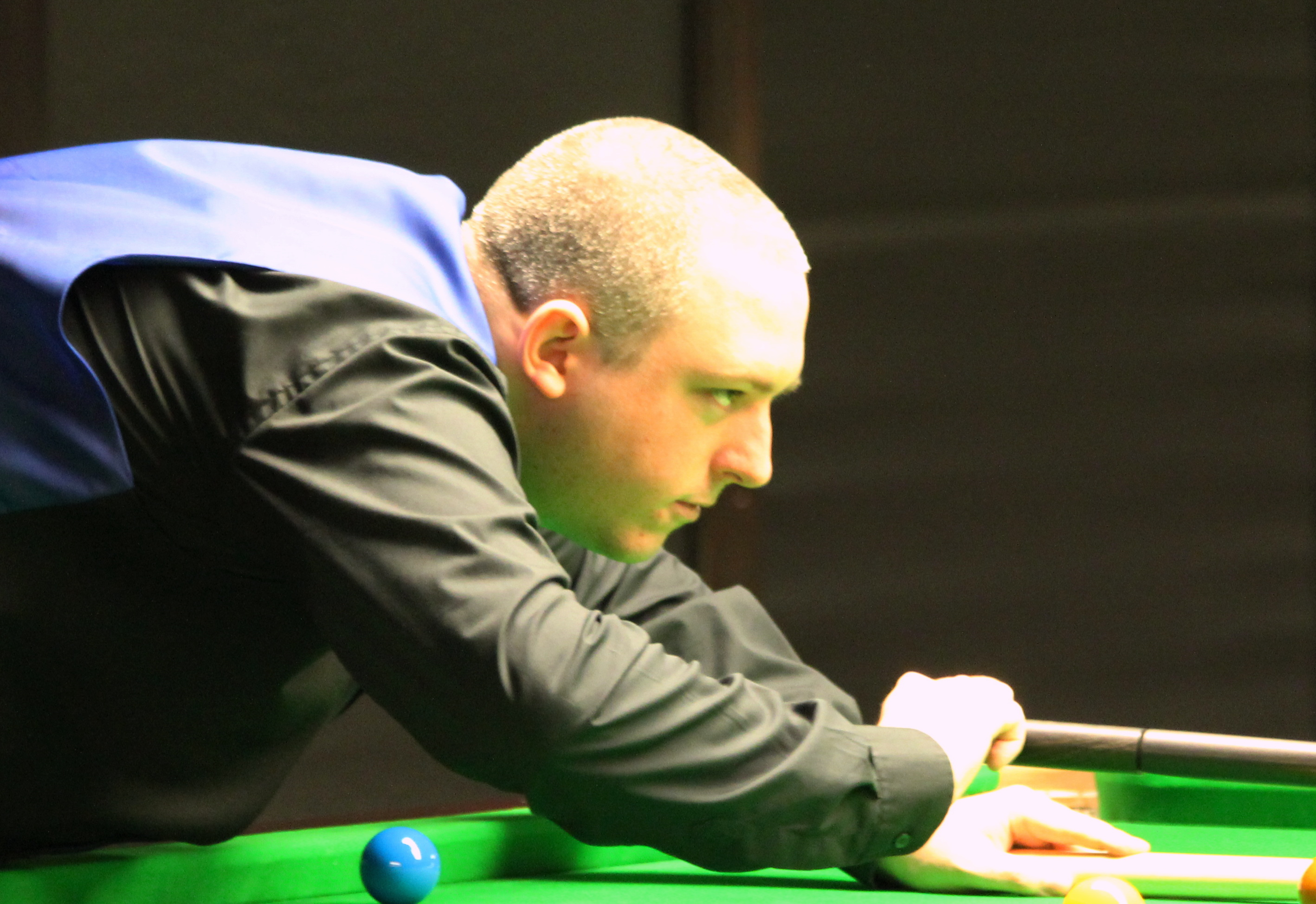
David Grace utilisant le reposoir.

## Palmarès
| Légende | Catégorie                        | Titres                         | Finales                        |
|         | Tournois classés                 | 0                              | 0                              |
|         | Tournois classés mineurs         | 0                              | 0                              |
|         | Tournois non classés             | 0                              | 0                              |
|         | Tournois pro-am                  | 2                              | 2                              |
|         | Tournois du circuit du challenge | 2                              | 0                              |
|         | Tournois amateurs                | 3                              | 0                              |
| Gras    | Tournois de la triple couronne   | Tournois de la triple couronne | Tournois de la triple couronne |

### Titres
| Saison    | Nom du tournoi                   | Lieu      | Finaliste        | Score | Tableau |
| 2005      | Championnat d'Angleterre amateur |           | Andy Symons-Rowe | 8-3   |         |
| 2008      | Championnat d'Angleterre amateur |           | Ben Hancorn      | 9-7   |         |
| 2008      | Championnat d'Europe amateur     | Lublin    | Craig Steadman   | 7-6   |         |
| 2007-2008 | Tournoi pro-am Pontins (automne) | Prestatyn | Nigel Bond       | 5-1   |         |
| 2017-2018 | Open de Vienne                   | Vienne    | Nigel Bond       | 5-2   | Tableau |
| 2018-2019 | Circuit du challenge (épreuve 2) | Preston   | Mitchell Mann    | 3-0   |         |
| 2018-2019 | Circuit du challenge (épreuve 6) | Lommel    | Ben Hancorn      | 3-0   |         |

### Finales
| Saison    | Nom du tournoi | Lieu       | Finaliste   | Score | Tableau |
| 2009-2010 | Jeux mondiaux  | Kaohsiung  | Nigel Bond  | 0-3   |         |
| 2016-2017 | Pink Ribbon    | Gloucester | Jamie Jones | 3-4   |         |